# Fight Music
Fight Music è un singolo dei D12 estratto dal loro album di debutto Devil's Night. La canzone è prodotta da Dr. Dre.
Il titolo 'Fight Music' vuol dire 'musica da combattimento' e infatti nel video sono presenti vari gruppi che rappresentano i vari generi di musica, questi gruppi vengono presentati da Ice T che spiega che i D12 stanno distruggendo la musica nelle strade.
Nel video sono presenti anche Obie Trice e Fat Joe.

## Classifiche
| Classifica (2001)                | Posizione massima |
| -------------------------------- | ----------------- |
| Australian Singles Chart         | 27                |
| Austrian Singles Chart           | 61                |
| Belgian Singles Chart (Fiandre)  | 31                |
| Belgian Singles Chart (Vallonia) | 40                |
| Netherlands Singles Chart        | 34                |
| German Singles Chart             | 38                |
| Irish Singles Chart              | 16                |
| Swiss Singles Chart              | 51                |
| Official Singles Chart           | 11                |